# Torre del Reloj de Yıldız

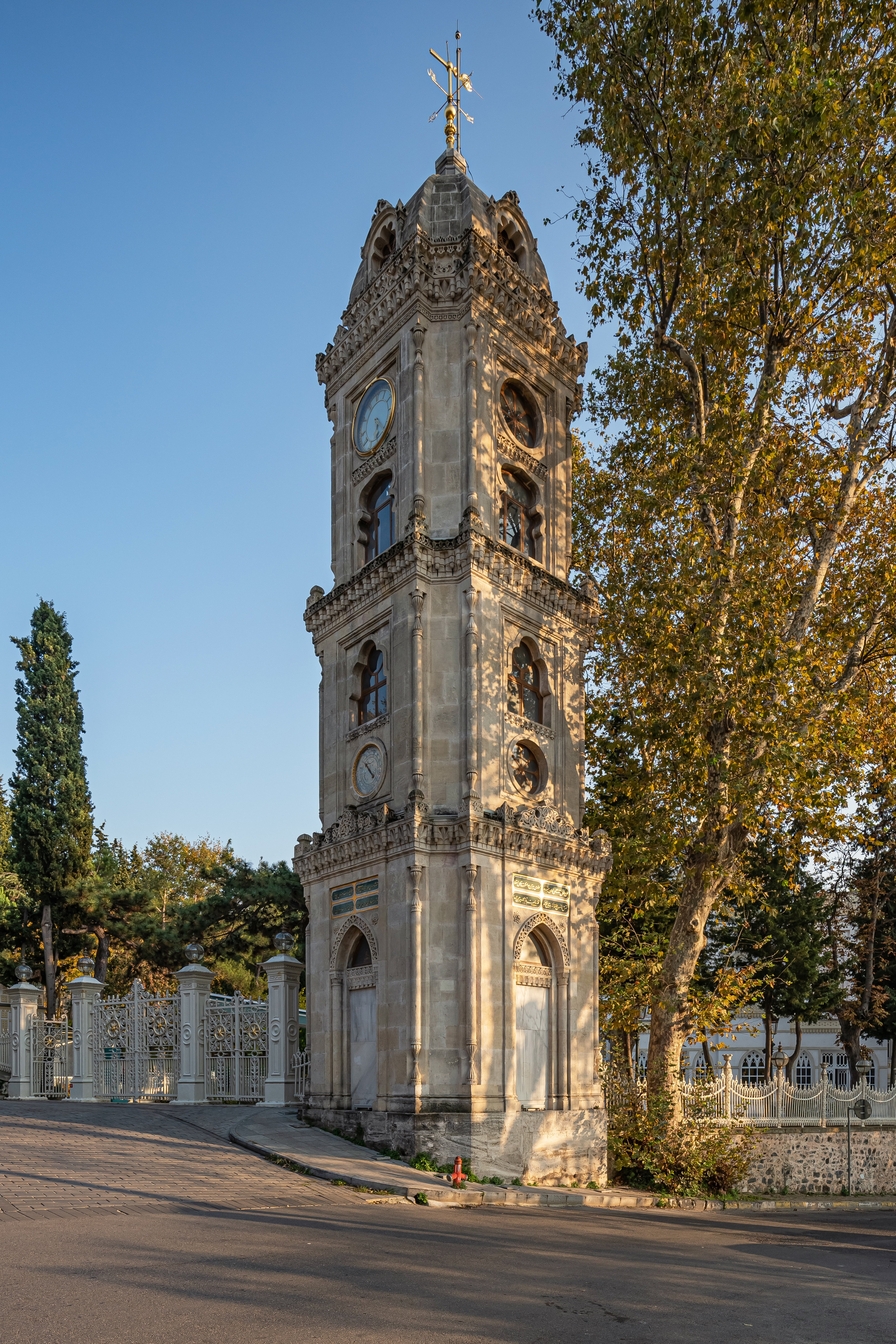
Torre del Reloj de Yıldız.

La Torre del Reloj de Yıldız (en turco, Yıldız Saat Kulesi) es una torre situada junto al patio de la Mezquita de Yıldız Hamidiye. Se encuentra en el barrio de Yıldız del distrito de Beşiktaş de Estambul, en la costa europea del Bósforo. 

## Historia
La torre fue construida por el sultán otomano Abdul Hamid II entre 1889 y 1890.

## Estructura
La estructura de tres plantas de estilo otomano y neogótico cuenta con una planta octogonal. En la parte exterior de la primera planta, existen cuatro inscripciones, mientras que la segunda cuenta con un termómetro y un barómetro, y en la última planta se encuentra la sala del reloj. En el techo hay una rosa de los vientos. En 1993 se reparó el reloj.